# Championnat de Gibraltar de football
Le championnat de Gibraltar de football ou Gibraltar Football League (appelé Premier Division jusqu'en 2019 et Gibraltar National League jusqu'en 2022) est une compétition de football organisée par la Fédération de football de Gibraltar, ouverte aux clubs qui lui sont affiliés. Il a été créé en 1895.
Depuis la saison 2023-2024, onze équipes prennent part à la compétition. Le premier au classement à l'issue de la saison est désigné champion de Gibraltar et se qualifie pour la Supercoupe, où il affronte soit le vainqueur de la Coupe de Gibraltar, soit son dauphin en championnat s'il a également remporté la coupe. Aucune équipe n'est reléguée en fin de saison du fait de l'inexistence d'une deuxième division.
Depuis la saison 2013-2014, le classement final en championnat délivre des places de qualification pour les compétitions européennes de l'UEFA. Le vainqueur du championnat obtient une place pour le premier tour de qualification de la Ligue des champions, tandis que son dauphin est qualifié pour le premier tour de qualification de la Ligue Conférence, accompagné soit du vainqueur de la Coupe soit du troisième en championnat si celui-ci s'est déjà qualifié pour une compétition européenne d'une autre façon.
L'équipe la plus titrée est le Lincoln Red Imps avec 29 titres, qui est également le tenant du titre en tant que vainqueur de l'édition 2024-2025.

## Histoire

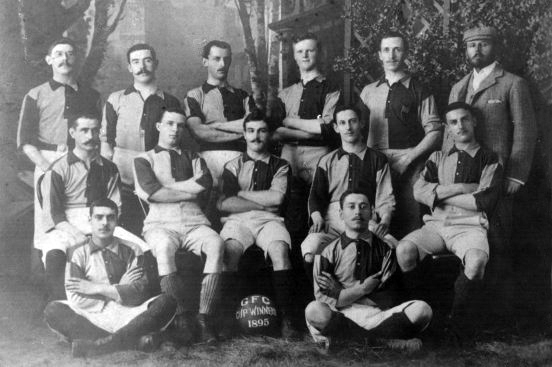
Le Gibraltar FC est le premier champion de Gibraltar.

Le football à Gibraltar apparaît de manière organisée en 1892 avec l'établissement du Prince of Wales, club de la marine britannique stationnée sur le territoire, puis du Gibraltar FC, premier club civil, l'année suivante. Les clubs de football civils et militaires se multiplient par la suite, amenant à la création de la Gibraltar Civilian Football Association en 1895,, alors exclusivement réservée aux équipes civiles.
La fédération organise la même année la première compétition de football de Gibraltar, la Merchants Cup, dont le trophée est offert par l'Association des marchands de Gibraltar. Huit équipes prennent part à la première édition remportée par le Gibraltar FC. Étant alors la seule et unique compétition de football civile du territoire, son vainqueur était également désigné champion de Gibraltar, comptant de fait à la fois comme étant la coupe, du fait de son format à élimination directe, et le championnat national.
La situation change en 1907 avec l'établissement d'un championnat national clairement défini, la Merchants Cup devenant ainsi uniquement la coupe nationale. Le premier vainqueur de cette nouvelle compétition est le Britannia FC en 1908. La multiplication des clubs de football sur le territoire amène à la création d'une deuxième division dès 1909.
De sa formation jusqu'à la Seconde Guerre mondiale, le championnat de Gibraltar connait une nette domination du Prince of Wales, qui remporte dix-huit titres à lui seul entre 1900 et 1940. Parmi les autres clubs notables de cette période se trouvent le Britannia FC et l'Europa FC qui remportent respectivement sept et cinq titres. L'après-guerre voit l'apparition et la domination du Gibraltar United, qui remporte cinq titres d'affilée entre 1947 et 1951. Plusieurs phases de dominations s'enchaînent alors, le Britannia FC retrouvant le chemin du titre à sept reprises de 1955 à 1963 suivi du quasi-monopole de Glacis United qui remporte dix des onze titres mis en jeu entre 1966 et 1976. Les années 1990 voient les débuts de l'emprise du Lincoln Red Imps sur le championnat, avec cinq titres d'affilée dans un premier temps entre 1990 et 1994 suivi d'une série record de quatorze titres de champion d'affilée de 2003 à 2016, la série étant arrêtée par le titre de l'Europa FC à l'issue de la saison 2016-2017.
Le vainqueur le plus prolifique est donc le Lincoln Red Imps avec vingt-six titres de champion, suivi du défunt Prince of Wales qui en compte dix-neuf, le dernier datant de 1953, tandis que le Glacis United complète le podium avec dix-sept titres dont le plus récent date de 2000. Parmi les autres vainqueurs notables, le Britannia FC, renommé Britannia XI depuis, compte quatorze titres à lui seul, le dernier datant de 1963, tandis que Gibraltar United en décompte onze dont le plus récent est celui de 2002.
La compétition connaît une importante restructuration à l'occasion de la saison 2019-2020, qui voit le championnat passer de dix à douze équipes (à l'origine seize ayant été réduit par la suite du fait de multiples abandons), réunissant les clubs ayant pris part à l'édition 2018-2019 des deux premières divisions gibraltariennes, tandis que la deuxième division disparaît complètement.

## Format et règlement
Depuis la saison 2019-2020, douze équipes prennent part à la compétition. Dans un premier temps, chacune d'entre elles s'affronte une fois pour un total de onze matchs disputés pour chacune. Au terme de cette première phase, le championnat est divisé en deux groupes réunissant pour l'un les six premiers, afin de déterminer le vainqueur de la compétition et les qualifications en coupe d'Europe, et pour l'autre les six derniers servant à désigner le vainqueur du Challenge Trophy tandis que les deux premiers de la poule sont exemptés d'un tour dans la coupe nationale pour la saison suivante. Les statistiques de la première phase sont conservées lors de la deuxième et les équipes s'affrontent cette fois à deux reprises, pour un total cumulé de 29 matchs joués pour chacune à la fin de la saison.
Le premier au classement à l'issue de la saison est désigné champion de Gibraltar et se qualifie pour la Supercoupe, où il affronte soit le vainqueur de la Coupe de Gibraltar, soit son dauphin en championnat s'il a également remporté la coupe. Du fait de l'inexistence d'une deuxième division, aucune équipe n'est reléguée au terme de la saison.
Tous les matchs sont joués au Victoria Stadium de Gibraltar. Une victoire rapporte trois points, un match nul un point tandis qu'une défaite n'en apporte aucun. Les critères de départage des équipes sont d'abord le nombre de points inscrits, suivi des résultats lors des confrontations directes entre les équipes à égalité.
Depuis la saison 2014-2015, le classement final en championnat délivre des places de qualification pour les compétitions européennes de l'UEFA. Ainsi, le vainqueur du championnat obtient une place pour le tour préliminaire de la Ligue des champions, tandis que son dauphin est qualifié pour le tour préliminaire de la Ligue Europa, accompagné soit du vainqueur de la Coupe soit du troisième en championnat si celui-ci s'est déjà qualifié pour une compétition européenne d'une autre façon.
Une règle de quotas de joueurs issus du territoire de Gibraltar est mise en place à partir de la saison 2016-2017. Ainsi, au début de chaque rencontre, au moins trois joueurs gibraltariens doivent être présents sur la feuille de match, c'est-à-dire soit sur le terrain soit sur le banc des remplaçants, et au moins un de ces joueurs doit évoluer sur le terrain à tout moment de la rencontre, sauf en cas de blessure impossible à remplacer. De plus, les joueurs de moins de seize ans n'ont pas le droit d'évoluer dans la compétition. À partir de l'édition 2019-2020, ce quota passe à un minimum de quatre joueurs formés à Gibraltar sur le terrain à tout moment tandis qu'une nouvelle augmentation à cinq joueurs est prévue pour l'exercice 2020-2021.

## Palmarès
| Saison                                | Champion                                |
| ------------------------------------- | --------------------------------------- |
| 1895-1896                             | Gibraltar FC (1)                        |
| 1896-1897                             | Jubilee FC (1)                          |
| 1897-1898                             | Jubilee FC (2)                          |
| 1898-1899                             | Albion FC (1)                           |
| 1899-1900                             | Exiles FC (1)                           |
| 1900-1901                             | Prince of Wales (1)                     |
| 1901-1902                             | Exiles FC (2)                           |
| 1902-1903                             | Prince of Wales (2)                     |
| 1903-1904                             | Prince of Wales (3)                     |
| 1904-1905                             | Athletic FC (1)                         |
| 1905-1906                             | Prince of Wales (4)                     |
| 1906-1907                             | Pas de championnat                      |
| 1907-1908                             | Britannia FC (1)                        |
| 1908-1909                             | Prince of Wales (5)                     |
| 1909-1910                             | South United (1)                        |
| 1910-1911                             | South United (2)                        |
| 1911-1912                             | Britannia FC (2)                        |
| 1912-1913                             | Britannia FC (3)                        |
| 1913-1914                             | Prince of Wales (6)                     |
| 1914-1915                             | Royal Sovereign (1)                     |
| 1915-1916                             | Pas de championnat                      |
| 1916-1917                             | Prince of Wales (7)                     |
| 1917-1918                             | Britannia FC (4)                        |
| 1918-1919                             | Prince of Wales (8)                     |
| 1919-1920                             | Britannia FC (5)                        |
| 1920-1921                             | Prince of Wales (9)                     |
| 1921-1922                             | Prince of Wales (10)                    |
| 1922-1923                             | Prince of Wales (11)                    |
| 1923-1924                             | Gibraltar FC (2)                        |
| 1924-1925                             | Prince of Wales (12)                    |
| 1925-1926                             | Prince of Wales (13)                    |
| 1926-1927                             | Prince of Wales (14)                    |
| 1927-1928                             | Prince of Wales (15)                    |
| 1928-1929                             | Europa FC (1)                           |
| 1929-1930                             | Europa FC (2)                           |
| 1930-1931                             | Prince of Wales (16)                    |
| 1931-1932                             | Europa FC (3)                           |
| 1932-1933                             | Europa FC (4)                           |
| 1933-1934                             | Commander of the Yard (1)               |
| 1934-1935                             | Chief Construction (1)                  |
| 1935-1936                             | Chief Constructor (1)                   |
| 1936-1937                             | Britannia FC (6)                        |
| 1937-1938                             | Europa FC (5)                           |
| 1938-1939                             | Prince of Wales (17)                    |
| 1939-1940                             | Prince of Wales (18)                    |
| 1940-1941                             | Britannia FC (7)                        |
| Pas de championnat entre 1942 et 1945 |                                         |
| 1946-1947                             | Gibraltar United (1)                    |
| 1947-1948                             | Gibraltar United (2)                    |
| 1948-1949                             | Gibraltar United (3)                    |
| 1949-1950                             | Gibraltar United (4)                    |
| 1950-1951                             | Gibraltar United (5)                    |
| 1951-1952                             | Europa FC (6)                           |
| 1952-1953                             | Prince of Wales (19)                    |
| 1953-1954                             | Gibraltar United (6)                    |
| 1954-1955                             | Britannia FC (8)                        |
| 1955-1956                             | Britannia FC (9)                        |
| 1956-1957                             | Britannia FC (10)                       |
| 1957-1958                             | Britannia FC (11)                       |
| 1958-1959                             | Britannia FC (12)                       |
| 1959-1960                             | Gibraltar United (7)                    |
| 1960-1961                             | Britannia FC (13)                       |
| 1961-1962                             | Gibraltar United (8)                    |
| 1962-1963                             | Britannia FC (14)                       |
| 1963-1964                             | Gibraltar United (9)                    |
| 1964-1965                             | Gibraltar United (10)                   |
| 1965-1966                             | Glacis United (1)                       |
| 1966-1967                             | Glacis United (2)                       |
| 1967-1968                             | Glacis United (3)                       |
| 1968-1969                             | Glacis United (4)                       |
| 1969-1970                             | Glacis United (5)                       |
| 1970-1971                             | Glacis United (6)                       |
| 1971-1972                             | Glacis United (7)                       |
| 1972-1973                             | Glacis United (8)                       |
| 1973-1974                             | Glacis United (9)                       |
| 1974-1975                             | Manchester 62 (1)                       |
| 1975-1976                             | Glacis United (10)                      |
| 1976-1977                             | Manchester 62 (2)                       |
| Pas de championnat en 1978 et 1979    |                                         |
| 1979-1980                             | Manchester 62 (4)                       |
| 1980-1981                             | Glacis United (11)                      |
| 1981-1982                             | Glacis United (12)                      |
| 1982-1983                             | Glacis United (13)                      |
| 1983-1984                             | Manchester 62 (5)                       |
| 1984-1985                             | Glacis United (14) Lincoln Red Imps (1) |
| 1985-1986                             | Lincoln Red Imps (2)                    |
| 1986-1987                             | Saint Theresa's FC (1)                  |
| 1987-1988                             | Saint Theresa's FC (2)                  |
| 1988-1989                             | Glacis United (15)                      |
| 1989-1990                             | Lincoln Red Imps (3)                    |
| 1990-1991                             | Lincoln Red Imps (4)                    |
| 1991-1992                             | Lincoln Red Imps (5)                    |
| 1992-1993                             | Lincoln Red Imps (6)                    |
| 1993-1994                             | Lincoln Red Imps (7)                    |
| 1994-1995                             | Manchester 62 (6)                       |
| 1995-1996                             | Saint Joseph's FC (1)                   |
| 1996-1997                             | Glacis United (16)                      |
| 1997-1998                             | Saint Theresa's FC (3)                  |
| 1998-1999                             | Manchester 62 (7)                       |
| 1999-2000                             | Glacis United (17)                      |
| 2000-2001                             | Lincoln Red Imps (8)                    |
| 2001-2002                             | Gibraltar United (11)                   |
| 2002-2003                             | Lincoln Red Imps (9)                    |
| 2003-2004                             | Lincoln Red Imps (10)                   |
| 2004-2005                             | Lincoln Red Imps (11)                   |
| 2005-2006                             | Lincoln Red Imps (12)                   |
| 2006-2007                             | Lincoln Red Imps (13)                   |
| 2007-2008                             | Lincoln Red Imps (14)                   |
| 2008-2009                             | Lincoln Red Imps (15)                   |
| 2009-2010                             | Lincoln Red Imps (16)                   |
| 2010-2011                             | Lincoln Red Imps (17)                   |
| 2011-2012                             | Lincoln Red Imps (18)                   |
| 2012-2013                             | Lincoln Red Imps (19)                   |
| 2013-2014                             | Lincoln Red Imps (20)                   |
| 2014-2015                             | Lincoln Red Imps (21)                   |
| 2015-2016                             | Lincoln Red Imps (22)                   |
| 2016-2017                             | Europa FC (7)                           |
| 2017-2018                             | Lincoln Red Imps (23)                   |
| 2018-2019                             | Lincoln Red Imps (24)                   |
| 2019-2020                             | Titre non-attribué                      |
| 2020-2021                             | Lincoln Red Imps (25)                   |
| 2021-2022                             | Lincoln Red Imps (26)                   |
| 2022-2023                             | Lincoln Red Imps (27)                   |
| 2023-2024                             | Lincoln Red Imps (28)                   |
| 2024-2025                             | Lincoln Red Imps (29)                   |

1. 1 2 3 4 5 6 7 8 9 10 11  Entre 1895 et 1907, la Merchants Cup est la seule et unique compétition de football jouée à Gibraltar, comptant à la fois comme le championnat national et la coupe, son vainqueur étant désigné champion de Gibraltar. Ainsi jusqu'à cette date, les deux compétitions partagent le même palmarès.
2. ↑  Glacis United et Lincoln Red Imps se partagent le titre à l'issue de la saison 1984-1985.
3. ↑  L'édition 2019-2020 du championnat est arrêtée provisoirement au mois de mars 2020 puis de manière définitive en mai 2020 en raison de la pandémie de Covid-19. La fédération de Gibraltar annonce par la suite que la non-attribution du titre de champion[8].

## Bilan
Les clubs en gras sont encore en activité.
| Clubs                 | Titres | Années |
| --------------------- | ------ | --- |
| Lincoln Red Imps      | 29     | 1985, 1986, 1990, 1991, 1992, 1993, 1994, 2001, 2003, 2004, 2005, 2006, 2007, 2008, 2009, 2010, 2011, 2012, 2013, 2014, 2015, 2016, 2018, 2019, 2021, 2022, 2023, 2024, 2025 |
| Prince of Wales       | 19     | 1901, 1903, 1904, 1906, 1909, 1914, 1917, 1919, 1921, 1922, 1923, 1925, 1926, 1927, 1928, 1931, 1939, 1940, 1953                                                             |
| Glacis United         | 17     | 1966, 1967, 1968, 1969, 1970, 1971, 1972, 1973, 1974, 1976, 1981, 1982, 1983, 1985, 1989, 1997, 2000                                                                         |
| Britannia XI          | 14     | 1908, 1912, 1913, 1918, 1920, 1937, 1941, 1954, 1955, 1956, 1957, 1958, 1959, 1961, 1963                                                                                     |
| Gibraltar United      | 11     | 1947, 1948, 1949, 1950, 1951, 1954, 1959, 1961, 1965, 2002 |
| Manchester 62         | 7      | 1975, 1977, 1979, 1980, 1984, 1995,1999 |
| Europa FC             | 7      | 1929, 1930, 1932, 1933, 1938, 1952, 2017 |
| St Theresa's FC       | 3      | 1987, 1988, 1998 |
| Gibraltar FC          | 2      | 1896, 1924 |
| South United          | 2      | 1910, 1911 |
| Exiles FC             | 2      | 1900, 1902 |
| Jubilee FC            | 2      | 1897, 1898 |
| St Joseph's FC        | 1      | 1996 |
| Chief Constructor     | 1      | 1936 |
| Chief Construction    | 1      | 1935 |
| Commander of the Yard | 1      | 1934 |
| Royal Sovereign       | 1      | 1915 |
| Athletic FC           | 1      | 1905 |
| Albion FC             | 1      | 1899 |

## Qualifications européennes
Depuis la saison 2013-2014, le championnat gibraltarien offre des places qualificatives pour les compétitions européennes sous l'égide de l'UEFA en fonction du classement final de ses clubs. Ainsi dans un premier temps, le champion de la Premier Division prenait part au premier tour de qualification de la Ligue des champions tandis que le vainqueur de la Coupe de Gibraltar était qualifié pour le premier tour de qualification de la Ligue Europa. Le championnat obtient une nouvelle place européenne lors de la saison 2016-2017, une place pour le premier tour de qualification de Ligue Europa, attribuée au deuxième du championnat.
Les premiers clubs de Gibraltar à entrer en compétition européenne sont le Lincoln Red Imps, qui prend part à la Ligue des champions 2014-2015, et l'Europa FC qui entre en Ligue Europa 2014-2015. Leurs parcours respectifs sont cependant brefs avec des éliminations dès le premier tour de qualification des deux compétitions. La saison 2016-2017 est la plus faste en date, les deux clubs suscités atteignant chacun le deuxième tour de qualification des mêmes compétitions, le Lincoln Red Imps se démarquant particulièrement en battant le club écossais du Celtic Glasgow à domicile lors du match aller du deuxième tour de qualification, avant d'être défait 3-0 au match retour.
Le troisième club gibraltarien à découvrir la coupe d'Europe est Saint Joseph qui prend part au premier tour de qualification de la Ligue Europa 2017-2018, étant défait dès ce tour par les Chypriotes de l'AEL Limassol sur le score cumulé de 10-0.
À la date de la saison 2017-2018, le vainqueur du championnat est qualifié pour le tour préliminaire de la Ligue des champions tandis que le deuxième et le vainqueur de la Coupe sont qualifiés pour le tour préliminaire de la Ligue Europa. La place attribuée par la Coupe peut être réattribuée au troisième du championnat si le vainqueur de la Coupe s'est qualifié pour une compétition européenne d'une autre manière.
À partir de la saison 2020-2021, le vainqueur du championnat est qualifié pour le premier tour de qualification de la Ligue des champions tandis que le deuxième, le troisième et le vainqueur de la Coupe sont qualifiés pour le premier tour de qualification de la Ligue Europa Conférence. La place attribuée par la Coupe peut être réattribuée au troisième du championnat si le vainqueur de la Coupe s'est qualifié pour une compétition européenne d'une autre manière. 
À partir de la saison 2022-2023, seuls le deuxième et le vainqueur de la Coupe se qualifient pour le premier tour de qualification de la Ligue Europa Conférence, le vainqueur du championnat étant toujours qualifié pour le premier tour de qualification de la Ligue des champions.

### Classement UEFA du championnat
Le parcours des clubs gibraltariens dans les compétitions européennes permet de déterminer le coefficient UEFA de la fédération gibraltarienne, et donc les futures places en compétitions européennes allouées aux clubs de Gibraltar.
Le tableau suivant récapitule le classement du championnat de Gibraltar au coefficient UEFA depuis son intégration en 2015.
| 2015 | 2016 | 2017 | 2018 | 2019 | 2020 | 2021 | 2022 | 2023 | 2024 | 2025 |
| ---- | ---- | ---- | ---- | ---- | ---- | ---- | ---- | ---- | ---- | ---- |
| 54   | 52   | 52   | 52   | 51   | 49   | 49   | 51   | 51   | 54   | 55   |

Le tableau suivant affiche le coefficient actuel du championnat gibraltarien.
| Rang | Pays        | 2020-2021 | 2021-2022 | 2022-2023 | 2023-2024 | 2024-2025 | Coefficient |
| ---- | ----------- | --------- | --------- | --------- | --------- | --------- | ----------- |
| 52   | Biélorussie | 1,500     | 0,250     | 0,625     | 1,750     | 1,875     | 6,000       |
| 53   | Andorre     | 1,500     | 0,666     | 0,833     | 1,666     | 1,000     | 5,498       |
| 54   | Gibraltar   | 1,666     | 1,250     | 0,875     | 0,166     | 1,500     | 5,457       |
| 55   | Saint-Marin | 0,500     | 0,166     | 0,833     | 0,333     | 0,666     | 2,498       |

### Coefficient UEFA des clubs
Le parcours des clubs gibraltariens dans les compétitions européennes permet de déterminer leur coefficient UEFA, notamment utilisé dans le cadre des tirages au sort pour les compétitions européennes. Ce classement est fondé sur les résultats des clubs entre la saison 2019-2020 et la saison 2023-2024. Parmi les quatre clubs ayant pris part à des compétitions européennes, le mieux classé est le Lincoln Red Imps qui se place en 163e position.
| Rang | Club              | 2020-2021 | 2021-2022 | 2022-2023 | 2023-2024 | 2024-2025 | Coefficient |
| ---- | ----------------- | --------- | --------- | --------- | --------- | --------- | ----------- |
| 153  | Lincoln Red Imps  | 1,500     | 2,500     | 1,500     | 2,000     | 2,500     | 10,000      |
| 313  | Europa FC         | 1,500     | 1,000     | 1,000     | 1,000     | -         | 4,500       |
| 327  | Saint Joseph's FC | 0,500     | 1,000     | 1,500     | -         | 1,000     | 4,000       |
| 342  | Bruno's Magpies   | -         | -         | 1,000     | 1,000     | 1,500     | 3,500       |